# Мочковаші
Мочкова́ші (рос. Мочковаши, чув. Çĕн Ирчемес) — присілок у Чувашії Російської Федерації, у складі Великоатменського сільського поселення Красночетайського району.
Населення — 226 осіб (2010; 309 в 2002, 525 в 1979, 633 в 1939, 615 в 1927, 374 в 1897, 237 в 1859).
Національний склад (2002):
- чуваші — 98 %

## Історія
Історична назва — Мочковашка. До 1835 року селяни мали статус державних, до 1863 року — удільних, займались землеробством, виробництвом борошна. На початку 20 століття діяло 4 вітряки та водяний млин. 1929 року створено колгосп «Нова путь». До 1918 року присілок входив до складу Курмиської (у період 1835-1863 років — у складі Курмиського удільного приказу), до 1920 року — у складі Торханівської волостей Курмиського повіту, до 1927 року — у складі Ядринського повіту. З переходом на райони 1927 року — спочатку у складі Красночетайського, у період 1962–1965 років — у складі Шумерлинського, після чого знову переданий до складу Красночетайського району.

## Господарство
У присілку діють фельдшерсько-акушерський пункт, клуб, спортивний майданчик та магазин.